# Sigismund van Heiden Hompesch

Wapen von Heyden

Sigismund Vincent Gustaaf Lodewijk graaf van Heiden Hompesch, heer van Ootmarsum (Ootmarsum, 24 februari 1731 - aldaar, 6 juni 1790) was drost van Twente en Salland van 1769 tot 1786.
Van Heiden werd geboren in Ootmarsum. Toen zijn vader het ambt van drost kort voor zijn overlijden opgaf, benoemde stadhouder Willem V hem tot drost in zijn plaats. Hij voerde in Overijssel de drostendiensten - het verlenen van diensten aan de drost - in voor eigen gewin. Van Heiden Hompesch maakte zich daarmee zozeer gehaat dat hij zich in 1787 gedwongen voelde zijn heil over de grens te zoeken.
Van Heiden was een zoon van Frederik Johan Sigismund (1696-1769) en Eleonore Henriëtte Mauritia van Hompesch (1705-1740).
Van een oom Hompesch erfde hij de heerlijkheden Stevensweert, Walburg en Ohé en Laak en voegde "Hompesch" toe aan zijn geslachtsnaam. Hij trouwde met Anna Sophia Dorothea Riedesel van Eisenbach en Hermannsburg (1736-1803) met wie hij negen kinderen kreeg.